# 银州区
银州区是辽宁省铁岭市下辖的一个市辖区。区人民政府驻南马路50号。

## 历史
银州区在西周时期属肃慎地，春秋战国先属东胡族地，后属燕国辽东郡，秦朝仍属辽东郡，汉朝属玄菟郡，隋朝属越喜国，三国两晋南北朝时期属玄菟郡，唐朝高宗总章元年（公元668年）属安东都护府延津州，唐朝玄宗开元元年（公元713年）属渤海国富州，五代十国属契丹。辽朝太宗天显元年（公元926年），富州由于冶炼白银出名，因此改名为银州，此为银州作为地名的开始。金太宗天会三年（公元儿25年），银州改为新兴县。明洪武二十一年（公元1388年），设立铁岭卫。清康熙三年（公元1664年），废卫制设立铁岭县。民国26年（公元1937年），铁岭县改为铁岭市。民国34年（1945年）9月3日，中国共产党八路军占领铁岭市，将铁岭市改为铁岭县。民国35年（1946年）3月24日，国民党占领铁岭县县城，在县城设立银州镇。1948年10月28日，东北野战军再次占领铁岭县。1949年5月，撤销银州镇。1955年，恢复银州镇。1979年8月30日，撤销银州镇，设立县级铁岭市，属铁岭地区（1984年6月30日铁岭地区改为地级铁岭市）。1984年8月30日，县级铁岭市改为银州区，属地级铁岭市管辖。

## 人口
根據第七次人口普查數據，截至2020年11月1日零時，銀州區常住人口322498人。

## 行政区划
银州区下辖7个街道办事处、1个乡：
红旗街道、工人街道、铁西街道、铜钟街道、柴河街道、岭东街道、辽海街道、龙山乡和铁岭经济开发区。